# Равновесие фаз

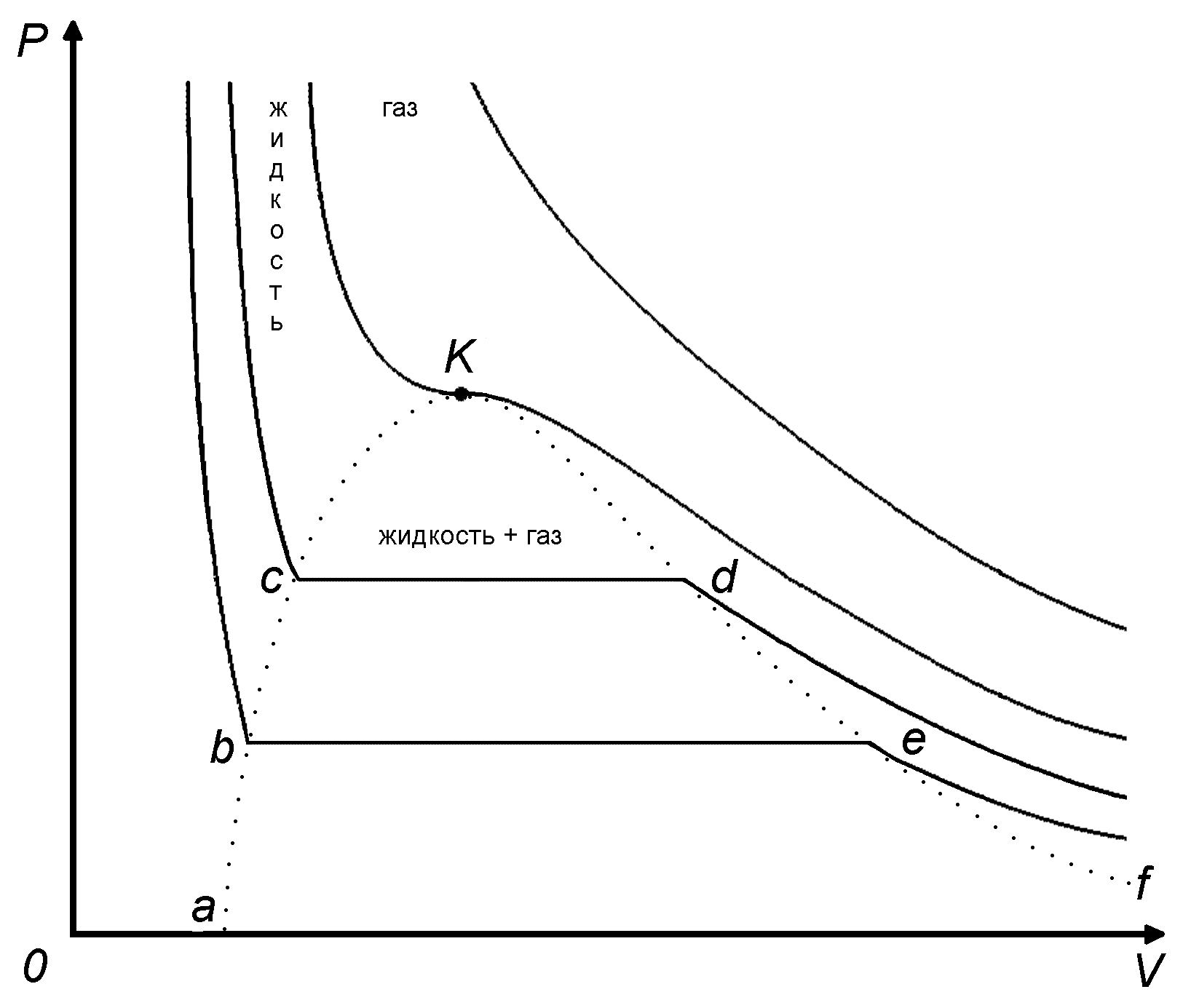
Изотермы реального газа:
P — давление;
V — объём;
K — критическая точка;
b, c — точки начала кипения;
e, d — точки окончания кипения (точки начала конденсации, точки росы);
be, cd — линии конденсации;
abcK — нижняя пограничная кривая;
Kdef — верхняя пограничная кривая (линия росы);
abcKdef — бинодаль (граница между однофазным и двухфазным состояниями; область под колоколом бинодали — область двухфазного равновесия жидкость — пар)

Равнове́сие фаз в термодинамике — состояние, при котором фазы в термодинамической системе находятся в состоянии теплового, механического и химического равновесия.
Типы фазовых равновесий:
Тепловое равновесие означает, что все фазы вещества в системе имеют одинаковую температуру.
Механическое равновесие означает равенство давлений по разные стороны границы раздела соприкасающихся фаз. Строго говоря, в реальных системах эти давления равны лишь приближенно, разность давлений создается поверхностным натяжением.
Химическое равновесие выражается в равенстве химических потенциалов всех фаз вещества.

## Условие равновесия фаз
Рассмотрим химически однородную систему (состоящую из частиц одного типа). Пусть в этой системе имеется граница раздела между фазами 1 и 2. Как было указано выше, для равновесия фаз требуется равенство температур и давлений на границе раздела фаз. Известно (см. статью Термодинамические потенциалы), что состояние термодинамического равновесия в системе с постоянными температурой и давлением соответствует точке минимума потенциала Гиббса.
Потенциал Гиббса такой системы будет равен
- {\displaystyle G=\mu _{1}N_{1}+\mu _{2}N_{2}},

где {\displaystyle \mu _{1}} и {\displaystyle \mu _{2}} — химические потенциалы, а {\displaystyle N_{1}} и {\displaystyle N_{2}} — числа частиц в первой и второй фазах соответственно.
При этом сумма {\displaystyle N=N_{1}+N_{2}} (полное число частиц в системе) меняться не может, поэтому можно записать
- {\displaystyle G=\mu _{1}N_{1}+\mu _{2}(N-N_{1})=\mu _{2}N+(\mu _{1}-\mu _{2})N_{1}}.

Предположим, что {\displaystyle \mu _{1}\neq \mu _{2}}, для определенности, {\displaystyle \mu _{1}<\mu _{2}}. Тогда, очевидно, минимум потенциала Гиббса достигается при {\displaystyle N_{1}=N} (все вещество перешло в первую фазу).
Таким образом, равновесие фаз возможно только в том случае, когда химические потенциалы этих фаз по разные стороны границы раздела равны:
- {\displaystyle \mu _{1}=\mu _{2}}.

## Уравнение Клапейрона — Клаузиуса
Из условия равновесия фаз можно получить зависимость давления в равновесной системе от температуры. Если говорить о равновесии жидкость — пар, то под давлением понимают давление насыщенных паров, а зависимость {\displaystyle P=P(T)} называется кривой испарения.
Из условия равенства химических потенциалов следует условие равенства удельных термодинамических потенциалов:
- {\displaystyle g_{1}=g_{2}},

где {\displaystyle g_{i}={\frac {G_{i}}{m_{i}}}}, {\displaystyle G_{i}} — потенциал Гиббса i-й фазы, {\displaystyle m_{i}} — её масса.
Отсюда:
- {\displaystyle dg_{1}=dg_{2}},

а значит,
- {\displaystyle v_{1}dP-s_{1}dT=v_{2}dP-s_{2}dT},

где {\displaystyle v_{1}} и {\displaystyle s_{1}} — удельные объем и энтропия фаз. Отсюда следует, что
- {\displaystyle {\frac {dP}{dT}}={\frac {s_{2}-s_{1}}{v_{2}-v_{1}}}},

и окончательно
- {\displaystyle {\frac {dP}{dT}}={\frac {q}{T(v_{2}-v_{1})}}},

где {\displaystyle q} — удельная теплота фазового перехода (например, удельная теплота плавления или удельная теплота испарения).
Последнее уравнение называется уравнением Клапейрона — Клаузиуса.

## Правило фаз Гиббса
Основной закон гетерогенных равновесий, согласно которому в гетерогенной (макроскопически неоднородной) физико-химической системе, находящейся в устойчивом термодинамическом равновесии, число фаз не может превышать числа компонентов, увеличенного на 2. Установлено Дж. У. Гиббсом в 1873—76.